# 孟菲斯及其墓地金字塔
孟菲斯及其墓地金字塔（阿拉伯语：أهرامات الجيزة）是位于埃及開羅郊外，孟菲斯附近，吉薩高原上的考古遺址，其中包括三座金字塔、一個名為狮身人面像的大型雕像、多处墓地及一個工人的村落等。位在距吉薩舊城9公里的沙漠中，在開羅市中心西南方25公里的位置。其中的金字塔在歷史上是西方想像的古埃及的重要標誌，在希臘化時代廣為人知，其中的胡夫金字塔列名在古代世界七大奇蹟中，也是七大奇蹟中目前唯一仍存在的建築物。孟菲斯及其墓地金字塔于1979年列入联合国教科文组织世界遗产名录。

## 金字塔和獅身人面像

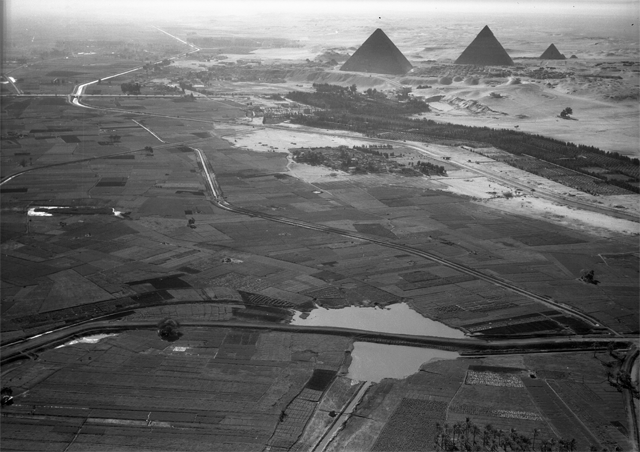
從北部培育尼羅河谷與金字塔在背景的鳥瞰圖

孟菲斯及其墓地金字塔包括胡夫金字塔﹑卡夫拉金字塔﹑孟卡拉金字塔和一個獅身人面像。

### 胡夫金字塔群
胡夫金字塔，又稱吉薩大金字塔，位於埃及吉薩，是古埃及第四王朝的法老胡夫的金字塔，主要作為其陵墓，也是世界上最大、最高的埃及式金字塔，現高138.74（455.2英尺），原高146.59（480.9英尺），底邊長230.37（755.8英尺），約建於前2580年，完工於前2560年，約建了20年，它是古代世界七大奇蹟中最古老及唯一尚存的建築物，其體積約235萬2千立方公尺，用了高達230萬～250萬塊石灰岩建造，其也是世界上質量最大的單一古代建築物體。

內部剖面
1.入口 2.盜墓者挖的隧道 3.上升通道口 4.下降通道口 5.半完成的地下室 6.上升通道口 7.皇后房 8.水平通道 9.大走廊 10.國王房 11.中央房 12.離開口

### 卡夫拉金字塔群
卡夫拉金字塔是埃及的一座金字塔，也是埃及第2大的金字塔，僅次於胡夫金字塔。卡夫拉金字塔也是埃及第四王朝法老卡夫拉的陵墓。卡夫拉金字塔與附近2座金字塔相異的是，在金字塔頂端，仍然保留著部分的石灰岩外殼。

### 孟卡拉金字塔群
孟卡拉金字塔，又譯門卡拉金字塔，是一座埃及金字塔，位於開羅附近，與胡夫金字塔、卡夫拉金字塔並稱為吉薩三大金字塔。孟卡拉金字塔是埃及第四王朝的法老孟卡拉的陵墓。

### 獅身人面像
獅身人面像是一座位在卡夫拉金字塔旁的雕像，外型是一個獅子的身軀和人的頭。獅身人面像長約73.5（241英尺），寬約6（20英尺）和高約20.22米（66.34英尺）。獅身人面像是現今已知最古老的紀念雕像，一般相信是在法老卡夫拉（Khafra）統治期間內建成。（約公元前2558年至2532年）

## 建造
大部分的金字塔建築理論認為，金字塔是由從採石場移動巨大的石頭並將它們拖到適當的位置來建造的，但是對於如何運送以及放置石頭，有不同種理論。
在建造金字塔時，建築師們可能隨著經驗的累積，修正他們的技術。他們會選擇一個相對平坦的基岩區域而不是沙子來提供穩定的地基。在仔細勘察現場並鋪設第一層石頭後，在此基礎上建造了金字塔。
對於大金字塔來說，內部的大部分石頭似乎都是在建築工地的南面立即開采的。金字塔光滑的外部是由在尼羅河上開采的優質白色石灰石製成的。這些外部砌塊必須仔細切割，用駁船運到吉薩，然後通過坡道拖到建築工地。大金字塔底部只剩下幾個外部街區。在中世紀（5 世紀到 15 世紀），人們可能已經將其餘部分帶走，用於開羅市的建築項目。
為了確保金字塔保持對稱，外部套管石的高度和寬度都必須相等。工人可能已經標記了所有的塊以指示金字塔的角度，並仔細修繕表面，使石塊能夠組合在一起。施工時，石材外表面為光滑的石灰石，這層石灰石隨著時間的推移而被侵蝕。

### 目的
一般認為孟菲斯墓地金字塔建造的目的，是為了存放死去的法老（古埃及統治者）的遺體。據埃及的信仰，法老靈魂中一部份稱為ka的靈魂仍在他身上，因此有必要妥善保存其遺體，讓「已過世的法老可以執行其king of the dead的新責任。」。根據埃及人的理論，金字塔不只是法老的墓地，也是存放他來生需要各樣東西的處所。「古埃及人相信人在地上的死亡是往下一個世界旅程的起點。」。法老的屍體經過防腐處理，放在金字塔的下方或是中心，以便保護屍體，可以往死后生命轉變及提昇。

### 天文學
吉薩金字塔的所有三個側面在天文角度上都朝向南北和東西方向。根據某些理論，這種排列與獵戶座相關。

## 工人村
建造金字塔需要龐大的工人，希臘歷史學家希羅多德在公元前450年訪問吉薩時，埃及牧師告訴他大金字塔花了40萬人20年時間建造，每三個月輪班工作 10 萬人。來自墓葬的證據表明，由10,000名工人組成的勞動力以三個月的輪班方式工作，花了大約 30 年的時間建造了一座金字塔。
為了安排這些工人的生活，馬克·萊納在金字塔石牆外發現了一座工人村。該村位於Khafre和Menkaure綜合體的東南部。工人村的發現包括公共宿舍、麵包店、啤酒廠和廚房、醫院和墓地。.

## 登录地点
- 吉薩金字塔群
  - 胡夫金字塔
  - 卡夫拉金字塔
  - 孟卡拉金字塔

- 北塞加拉
  - 左塞尔金字塔

- 南塞加拉
  - 佩皮一世金字塔
  - 奈姆蒂姆萨夫一世金字塔

- 代赫舒尔
  - 红金字塔
  - 曲折金字塔

## 登录基准
该世界遗产被认为满足世界遺產登錄基準中的以下基準而予以登錄：
- （i）表现人类创造力的经典之作。
- （iii）呈现有关现存或者已经消失的文化传统、文明的独特或稀有之证据。
- （vi）具有显著普遍价值的事件、活的传统、理念、信仰、艺术及文学作品，有直接或实质的连结（世界遗产委员会认为该基准应最好与其他基准共同使用）。